# (1339) Désagneauxa
(1339) Désagneauxa ist ein Asteroid des Hauptgürtels, der am 4. Dezember 1934 vom französischen Astronomen Louis Boyer in Algier entdeckt wurde.
Der Asteroid wurde nach einem Schwager des Entdeckers benannt.